# Џон Вејн
Џон Вејн (енгл. John Wayne), пуним именом Марион Мичел Морисон (енгл. Marion Mitchell Morrison; Ајова, 26. мај 1907 — Лос Анђелес, 11. јун 1979), био је амерички глумац, редитељ и продуцент.
Каријеру је започео 1920-их у студију Фокс (William Fox Studios) као реквизитер, да би ускоро почео глумити у нискобуџетним филмовима. Захваљујући пријатељству са редитељем Џоном Фордом, добио је главну улогу у класичном вестерну из 1939. године под именом Поштанска кочија (енгл. Stagecoach), што је представљало прекретницу у његовој каријери.
Добитник је Оскара за главну улогу у филму из 1969. године Човек звани храброст (енгл. True Grit).

## Биографија
Џон Вејн је био прво дете апотекара Клајда Леонарда Морисона и Мери Алберте, рођене Браун. Они су сина назвали Марион Роберт Морисон, спајајући имена двојице његових дедова. Када им се четири године касније родио други син, кому су дали име Роберт, Вејн је, по деду с очеве стране, преименован у Марион Мичела. То име је носио до краја живота, али га никада није волео јер је Марион истовремено било и женско име.
Више од имена, пак, маломе Мариону Мичелу су сметале сталне свађе родитеља. Његов је отац био шармантан и доброћудан, но наиван и немаран. Препирке, које су углавном избијале због Клајдове навике да продаје лекове на дуг, биле су толико жестоке да је Марион често одлазио од куће. Неколико се пута укрцао на воз не би ли отишао што даље, а родитељи би га онда у паници тражили. Када је Клајд Морисон 1914. запао у финансијске тешкоће, породица се одлучила преселити на фарму у село Ланкастер, на самоме рубу пустиње Мохаве.
За разлику од куће у Ајови, фарма у Калифорнији није имала струју, текућу воду, ни телефон. Навикнута на друштвени живот у Винтерсету, Вејнова мајка је била очајна због тога што су им најближи суседи били удаљени два километра, али Клајд Морисон се није обазирао на њена приговарања, него је прионуо обрађивању поља како би доказао супрузи да им може приуштити пристојан живот. Иако је радио и више од дванаест сати дневно, Морисонови су били најсиромашнија породица у округу. Вејн ће после казати да су те године биле битне за учвршћивање његовог карактера, али нико у обитељи није био задовољан животом на фарми. Због тога су се 1916. преселили ближе Лос Анђелесу, у градић Глендејл, удаљен осам километара од Холивуда. Друштвени живот им се с пресељењем побољшао, али не и финансијске прилике. У потрази за јефтинијим смјештајем, неколико пута су се селили, а деца су могла имати нову одећу једино ако би је сама зарадила.
Вејн је имао чак два хонорарна посла. Устајао је у пола шест ујутру како би доставио новине, а након школе је помагао у очевој апотеци разносећи лекове купцима. Зарађивао је за своју, али и братову одећу за школу, а и поред свог тог напора био је међу најбољим ученицима. Касније је рекао да се највише обрадовао тих дана када је коначно одбацио име Марион. На лето 1918. добио је пса којег је назвао Дјук. Пас га је свуда пратио, а кад је након тог лета кренуо у школу, Вејн га је остављао у оближњој згради, код ватрогасаца који су знали да се пас зове Дјук, па су дечака прозвали Биг Дјук (Велики Дјук). Вејну се то свидело па је рекао пријатељима да га зову само Дјук. Марион је заувек нестао.

### Средња школа и факултет
Дјук Морисон био је међу најпопуларнијим ученицима у средњој школи у Глендејлу. Суделовао је у разним активностима, био је председник разреда, писао је за школске спортске новине, представљао је школу на државном такмичењу у извођењу Шекспирових дела... Највише су га занимале девојке и амерички фудбал. Виши од 190 cm, тамнокос и згодан, уз то и добар плесач, привлачио је девојке, али се није упуштао у сталну везу. Делом због тога што је био сиромашан, јер девојку је понекад требало извести, но највише зато што се викендима опијао до бесвести — што је наставио чинити до краја живота. У Холивуду су виски у чаши од два децилитра звали коктел Џона Вејна.
За његову будућност је тада пресудну улогу одиграо амерички фудбал. Био је у првом тиму средње школе Glendale High, која се пласирала на државно финале, па је успео добити стипендију за студирање права на Универзитету Јужне Калифорније. Ту су му помогли да побољша материјалне прилике. Уз помоћ глумца Тома Микса, тадашње велике звезде вестерна, запослио се као сценски радник у филмском студију Фокс. Двадесет дана прије Вејновог 19. рођендана, његови су родитељи поднели захтев за развод брака.
Но, Вејн није превише патио, јер се у то доба први пут заљубио — у Џозефину Алицију Саенз, кћерку Џоза Саенза, успешног бизнисмена и панамског конзула у Лос Анђелесу. Вејн ју је упознао кад је једном допратио кући њену старију сестру Кармен, с којом је био на игранци. Угледавши Џозефину, није могао да скине поглед с ње, а кад му је она узвратила поглед, 19-годишњак је остао очаран. Позвао је у оближњи кафић, потпуно опчињен њеном лепотом. Готово педесет година касније Џон Вејн се присетио прве љубави следећим речима:
| „ | Никада се нисам тако осећао. Мислим да сам успео изговорити само две речи, толико сам био хипнотисан њеном лепотом. Сећам се да сам је случајно окрзнуо и прожели су ме жмарци. Знао сам да сам заљубљен. Љубав је прекрасно али и невероватно болно осећање. | ” |

На његову срећу, и 16-годишња Џозефин, осећала је исто. Убрзо су се и заручили, упркос противљењу Џоза Саенза. Сматрао је, наиме, да Вејн не заслужује његову кћерку јер није зарађивао довољно за себе, а камоли да би се бринуо и о њој. Осим тога није био католик него протестант. Постало је још горе кад је на почетку друге године факултета изгубио спортску стипендију. Био је солидан играч америчког фудбала, но било је и бољих, па га је тренер избацио из екипе — делимично и зато што је на тренинге долазио изморен бројним хонорарним пословима. Осим тога, новац је зарађивао и продајући крв, и то толико често да су му у болници забранили да долази.

### Напуштање факултета и први глумачки послови
Без новца за школовање и породичног дома, који је изгубио када су му се родитељи растали, одустао је од школовања, преселио се на таван у кући пријатеља и одлучио стално се запослити у студију Фокс. Зарађивао је само 35 долара недељно, што му је једва покривало животне трошкове, но знао је да сценски радници, ако су добри, могу зарађивати и до 130 долара недељно, а то му се чинило као право богатство. Радио је од јутра до мрака, сретан што може извести Џозефину у град. Како је све време био на сету, у неколико филмова чак је и статирао, но на глуму тада још није ни помишљао.
Чак и након што је 1929. у филму Салут Џона Форда први пут на одјавној шпици потписан као Дјук Морисон, и даље је глуму сматрао само начином да „покрпи” кућни буџет. Ни Форд, кога многи сматрају једним од највећих филмских редитеља свих времена, није препознао његов глумачки потенцијал. Напротив, често је малтретирао Вејна.
„Никада у животу нисам био тако понижен” — говорио је касније. Но, само годину касније добио је главну улогу у филму Big Trail, који је с буџетом од два милиона долара требало да буде најспектакуларнији вестерн тога доба. Режисер Раул Волш мучио се с избором главнога глумца. У то се доба појавио звучни филм, а многе звезде немог филма нису се могле привикнути на нови медиј. Волшу је био потребан глумац за улогу јунака који води караван преко целог Дивљег запада. Већ је очајавао јер се приближавао почетак снимања, кад је у студију Фокс приметио младог сценског радника који је с лакоћом носио две тешке столице.
Две недеље касније Вејн је био на пробном снимању. И Волш и Винфилд Шиан, шеф студија Фокс, схватили су да није добар глумац, али се пред камерама понашао природно и остављао упечатљив утисак, па су му дали улогу, уз плату од 75 долара недељно. Проблем је био само у његовом имену. Шиан је сматрао да оно није довољно гламурозно те га је, по јунаку америчке револуције Меду Ентонију Вејну, преименовао у Џона Вејна. Глумац се томе није противио јер му је након Марион свако име било добро.

## Филмови
| Улоге Џона Вејна |                                      |               |                                 |          |
| Година           | Српски назив                         | Изворни назив | Улога                           | Напомена |
| 1930.            | Дуга стаза                           |               |                                 |          |
| 1939.            | Поштанска кочија                     |               | Ринго Кид                       |          |
| 1941.            | Пастир у Брдима                      |               |                                 |          |
| 1942.            | Пожањи дивљи ветар                   |               | Џек Стјуарт                     |          |
| 1942.            | Дуго путовање кући                   |               | Оле Олсен                       |          |
| 1948.            | Црвена река                          |               |                                 |          |
| 1948.            | Тврђава Апача                        |               | капетан Керби Јорк              |          |
| 1949.            | Носила је жуту траку                 |               | капетан Нејтан Катинг Бритлс    |          |
| 1950.            | Рио Гранде                           |               | потпуковник Кирби Јорк          |          |
| 1952.            | Миран човек                          |               | Шон Торнтон                     |          |
| 1953.            | Невоље на путу                       |               | Стив Алојшус Вилијамс           |          |
| 1957.            | Крила орлова                         |               | Франк В. „Спиг” Вед             |          |
| 1959.            | Рио Браво                            |               | шериф Џон Т. Ченс               |          |
| 1962.            | Човек који је убио Либертија Валанса |               | Том Донифон                     |          |
| 1962.            | Најдужи дан                          |               | потпуковник Бенџамин Вандерверт |          |
| 1966.            | Ел Дорадо                            |               |                                 |          |
| 1969.            | Човек звани храброст                 |               | Рубен Џ. „Рустер“ Когберн       |          |
| 1970.            | Рио Лобо                             |               | пуковник Корд МекНали           |          |